# Ludwig Blochberger

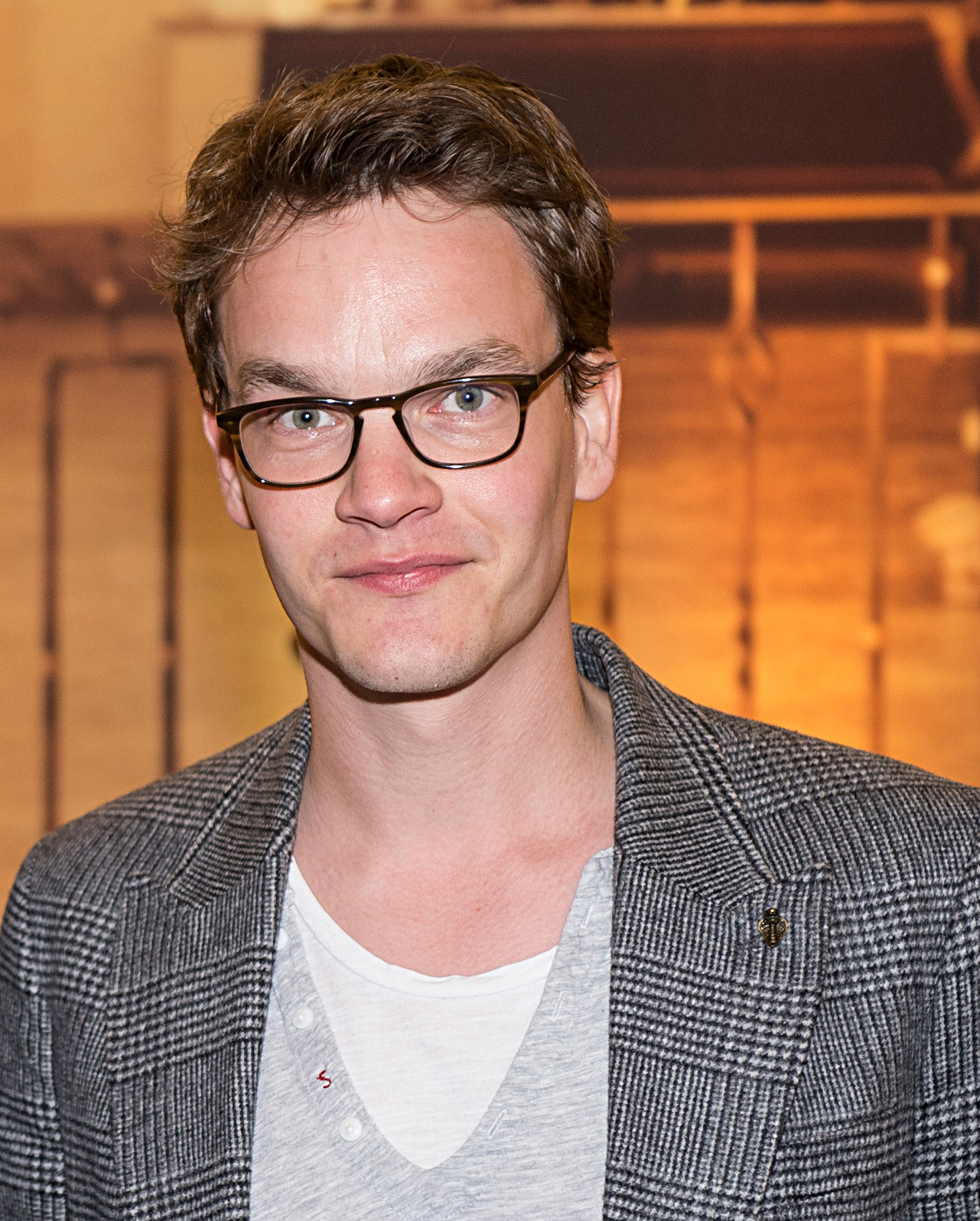
Ludwig Blochberger, 2014

Ludwig Blochberger (* 3. Dezember 1982 in Ost-Berlin) ist ein deutscher Schauspieler und Musiker.

## Leben

### Frühe Jahre und Ausbildung
Ludwig Blochberger wurde 1982 in Ost-Berlin geboren. Sein Vater Lutz Blochberger (Schauspieler und Regisseur) und seine Mutter Gitta Blochberger (Puppenspielerin) studierten zu dieser Zeit an der Hochschule für Schauspielkunst „Ernst Busch“. 1984 zog die Familie aufgrund der Theater-Engagements der beiden Eltern nach Dresden. 1990 besuchte Ludwig Blochberger ein Jahr lang die Kreuzschule des Dresdner Kreuzchors. 1992 übersiedelte er nach Wien und gehörte bis 1995 den Wiener Sängerknaben an. Mit diesem berühmten österreichischen Knabenchor lernte er auf den gemeinsamen Konzert-Tourneen (Japan, Australien, USA) früh die Welt kennen. 1999 kehrte Ludwig Blochberger in seine Geburtsstadt Berlin zurück. 2000 beendete er seine Schullaufbahn und begann ein Jahr darauf sein Schauspielstudium an der Hochschule für Schauspielkunst „Ernst Busch“ Berlin, das er 2005 erfolgreich abschloss.

### Theater
1995 kam es zu Blochbergers erstem Theaterauftritt, er wirkte bei den Freilichtspielen Chur (Schweiz) in der Theaterproduktion Woyzeck mit. Danach konnte er mit weiteren Auftritten am Wiener Burgtheater anknüpfen, unter anderem spielte er den Prinzen Edward III. in der Inszenierung Edward II. von Claus Peymann.
Zu seinen bisher wichtigsten Theaterarbeiten gehören die Inszenierungen des Regisseurs Hans Neuenfels, welcher ihn 2005 für seine Uraufführung von Schumann, Schubert und der Schnee, einer „Oper für Klavier“, zur RuhrTriennale nach Bochum holte. Ludwig Blochberger spielte in dieser fiktiven Begegnung der beiden Musikgenies die Rolle des Franz Schubert (Schauspieler) an der Seite des Baritons Olaf Bär. Zu dieser Inszenierung gibt es eine 60-minütige filmische Adaption des Regisseurs Enrique Sánchez Lansch. Nach der Inszenierung von Die Zauberflöte 2006 an der Komischen Oper Berlin, besetzte Neuenfels ihn 2007 in der Titelrolle des Baal von Bertolt Brecht am Münchner Volkstheater. Im selben Jahr spielte Ludwig Blochberger erstmals auch unter der Regie seines Vaters Lutz Blochberger die Hauptrolle in der Uraufführung der Tragikomödie Heil Hitler!, des Dramatikers Rolf Hochhuth.
Im Jahr 2020 folgte schließlich die vierte Zusammenarbeit mit dem Regisseur Hans Neuenfels in der Operninszenierung von Die Entführung aus dem Serail an der Wiener Staatsoper, in welcher er die Rolle des Pedrillo (Schauspieler) übernahm.

### Film und Fernsehen
2000 spielte Blochberger in dem mehrfach preisgekrönten TV-Dreiteiler Die Manns – Ein Jahrhundertroman die Rolle des Klaus Heuser, an der Seite von Armin Mueller-Stahl. Noch während des Studiums drehte er für die Kinoproduktionen Sommersturm (Regie: Marco Kreuzpaintner), sowie den Oscar-gekrönten Film Das Leben der Anderen (Regie: Florian Henckel von Donnersmarck). Der Fernsehfilm Der Vater meiner Schwester (Regie: Christoph Stark), ein Familiendrama, in welchem Ludwig Blochberger zusammen mit Katharina Schüttler und Christian Berkel eine Hauptrolle spielte, feierte auf dem Filmfest München Premiere und brachte ihm eine Undine Award Nominierung als "Bester jugendlicher Charakterdarsteller" ein.
Im Jahr 2005 schloss er seine Schauspielausbildung ab und wirkte in gleich 3 Tatort-Folgen mit, unter anderem spielte er die Hauptrolle in dem von Niki Stein inszenierten Frankfurter Tatort: Leerstand. In dem Kinofilm Der letzte Zug (Regie: Joseph Vilsmaier & Dana Vávrová) spielte er den skrupellosen SS-Obersturmführer Crewes, welcher einen der letzten Deportations-Züge nach Auschwitz eskortiert.
2013 verkörperte Ludwig Blochberger den deutschen Ex-Bundeskanzler Helmut Schmidt in dem Doku-Drama Helmut Schmidt – Lebensfragen (Regie: Ben von Grafenstein). Dieser Film wurde anlässlich des 95. Geburtstages von Helmut Schmidt am 23. Dezember 2013 in der ARD ausgestrahlt. Von 2014 bis 2017 übernahm er die durchgehende Rolle des Inspektor Riwal in der ARD-Reihe Kommissar Dupin, welche auf den Erfolgsromanen des Autors Jean-Luc Bannalec basierte. Von Herbst 2015 bis Mai 2022 spielte Ludwig Blochberger in der ZDF-Krimireihe Der Alte an der Seite von Jan-Gregor Kremp und Stephanie Stumph den Kommissar Tom Kupfer. In der Folge vom 6. Mai 2022 verließ er die Serie.

### Musik
Ludwig Blochberger ist Sänger und Gitarrist der Band GENIEßEN & LEIDEN, welche er zusammen mit den Schauspielern Roman Roth und Thimo Meitner im Herbst 2017 gegründet hat.

## Filmografie

### Kinofilme
- 2004: Sommersturm
- 2006: Das Leben der Anderen
- 2006: Der letzte Zug
- 2008: Der Vorleser (The Reader)
- 2019: A Gschicht über d’Lieb
- 2025: Ungeduld des Herzens

### Fernsehfilme
- 1998: Wie eine schwarze Möwe
- 2001: Die Manns – Ein Jahrhundertroman
- 2002: Liebling, bring die Hühner ins Bett
- 2003: Die Stimmen
- 2004: Die Versuchung
- 2004: Die Konferenz
- 2005: Die letzte Schlacht
- 2005: Der Vater meiner Schwester
- 2007: Die Todesautomatik
- 2009: Ein geheimnisvoller Sommer
- 2009: Der Raketenmann – Wernher von Braun und der Traum vom Mond
- 2009: Liebling, weck die Hühner auf
- 2010: Bis nichts mehr bleibt
- 2013: Unsere Mütter, unsere Väter (Dreiteiler, Teil Eine andere Zeit)
- 2013: Mein Kampf mit Hitler – „Machtergreifung“ 1933
- 2013: Helmut Schmidt – Lebensfragen
- 2014: Sein Name war Franziskus
- 2016: Das Programm

### Fernsehserien und -reihen
- 2002: Dr. Sommerfeld – Neues vom Bülowbogen (Folge Das Ultimatum)
- 2005–2006: Arme Millionäre (3 Folgen)
- 2005, 2012: SOKO Leipzig (verschiedene Rollen, 2 Folgen)
- 2005: Tatort: Leerstand
- 2005: Tatort: Im Alleingang
- 2006: Tatort: Sonnenfinsternis
- 2006, 2011, 2019: SOKO Köln (verschiedene Rollen, 3 Folgen)
- 2006, 2014: SOKO Wismar (verschiedene Rollen, 2 Folgen)
- 2007: Alarm für Cobra 11 – Die Autobahnpolizei (Folge Der Staatsanwalt)
- 2007, 2017: SOKO Donau (verschiedene Rollen, 2 Folgen)
- 2008, 2009, 2013: Der Alte (verschiedene Rollen, 3 Folgen)
- 2008: Küstenwache (Folge Der kalte Tod)
- 2008: Der Kriminalist (Folge Eiskalter Tod)
- 2008: Notruf Hafenkante (Folge Der Neue)
- 2008: Kommissar Stolberg (Folge Die besten Jahre)
- 2009: Ein starkes Team: Die Schöne vom Beckenrand
- 2009: Polizeiruf 110: Tod im Atelier
- 2009, 2014: SOKO Kitzbühel (verschiedene Rollen, 2 Folgen)
- 2011: Doctor’s Diary (Folge Oh je! Dein Ex auf Wein, das lass sein!)
- 2011: Der Staatsanwalt (Folge Tod einer Ehe)
- 2011: Danni Lowinski (Folge Komaheirat)
- 2012: Die Chefin (Folge Enthüllung)
- 2012: Ein Fall für zwei (Folge Mord im Callcenter)
- 2012: Lena Fauch und die Tochter des Amokläufers
- 2012: Spreewaldkrimi: Eine tödliche Legende
- 2012: Tatort: Alter Ego
- 2013: Bloch: Die Lavendelkönigin
- 2013: Die letzte Spur (Folge Kontrollverlust)
- 2013: SOKO Stuttgart (Folge Eine Frage der Ehre)
- 2014–2017: Kommissar Dupin
  - 2014: Bretonische Verhältnisse
  - 2014: Bretonische Brandung
  - 2015: Bretonisches Gold
  - 2017: Bretonischer Stolz
  - 2017: Bretonische Flut
- 2015–2022: Der Alte (als Kommissar Tom Kupfer)
- 2015: Kommissarin Heller: Schattenriss
- 2017: Die Spezialisten – Im Namen der Opfer (Folge Romeo)
- 2017: München Mord: Auf der Straße, nachts, allein
- 2022: Spreewaldkrimi: Die siebte Person
- 2024: Die Spaltung der Welt (2 Folgen)

## Theater
- 1996: Aschenbrödel (von Jewgeni Schwarz), Regie: Felix Benesch (Burgtheater Wien)
- 1998: Edward II. (von Christopher Marlowe), Regie: Claus Peymann (Burgtheater Wien)
- 2000: Maienschlager (von Katharina Gericke), Regie: Hans-Joachim Frank (theater 89)
- 2003: Tod eines Handlungsreisenden (von Arthur Miller), Regie: Dimiter Gotscheff (Deutsches Theater Berlin)
- 2003: Die Vögel (von Aristophanes), Regie: Christian Tschirner (Deutsches Theater Berlin)
- 2004: McKinsey kommt (von Rolf Hochhuth), Regie: Oliver Munk (Brandenburger Theater)
- 2005: Schumann, Schubert und der Schnee (von Hans Neuenfels), Regie: Hans Neuenfels (RuhrTriennale Bochum)
- 2006: Lulu (von Frank Wedekind), Regie: Maria Happel (Festspiele Reichenau)
- 2006: Die Zauberflöte (von Wolfgang Amadeus Mozart), Regie: Hans Neuenfels (Komische Oper Berlin)
- 2007: Heil Hitler (von Rolf Hochhuth), Regie: Lutz Blochberger (Akademie der Künste Berlin)
- 2007: Baal (von Bertolt Brecht), Regie: Hans Neuenfels (Münchner Volkstheater)
- 2007: Der Schwierige (von Hugo von Hofmannsthal), Regie: Christopher Widauer (Festspiele Reichenau)
- 2011: Heinrich und Kleist (von Gerhard Wimberger), Regie: Hermann Beil (Brandenburgisches Staatsorchester Frankfurt)
- 2013: Kleider machen Leute (von Gottfried Keller), Regie: norton.commander.productions (Theater an der Parkaue)
- 2014: Tod eines Jägers (von Rolf Hochhuth), Regie: Lutz Blochberger (Akademie der Künste Berlin)
- 2020: Auf ins All – Mit Musik durch Zeit und Raum, Regie: Nelly Danker (Philharmonie Luxembourg)
- 2020: Die Entführung aus dem Serail, Regie: Hans Neuenfels (Wiener Staatsoper)
- 2025: Ein Sommernachtstraum (von William Shakespeare), Regie: Maria Happel (Festspiele Reichenau)

## Hörbuch
- 2019: Constantin Hoffmann: Ich musste raus – Wege aus der DDR. Musik: Stefan Weinzierl. 2 CDs, 118 min., Buchfunk Verlag, ISBN 978-3-86847-428-2

## Lesung
- 2019: Constantin Hoffmann: Ich musste raus - Wege aus der DDR (nach dem im Buchfunk Verlag Leipzig erschienenen Hörbuch, Musik: Stefan Weinzierl)
- 2024: Navid Kermani: Das Buch der von Neil Young Getöteten (Konzertlesung)